# Mohammed Camara
Pour les articles homonymes, voir Camara.
Cet article possède un paronyme, voir Mohamed Camara.
Mohammed Camara, né le 25 juin 1975 à Conakry, est un ancien footballeur international guinéen qui s'illustrait au poste d'arrière gauche.

## Biographie
Il commence sa carrière en France où il joue successivement dans les clubs de AS Beauvais Oise, ES Troyes Aube Champagne, Lille OSC et Le Havre AC dans les 3 premières divisions françaises (parfois sous forme de prêt) avant de partir en Grande-Bretagne où il jouera pour les clubs de Wolverhampton Wanderers 2000-03, Burnley FC 2003-05, du Celtic FC en 2005-2006 et la première journée de la saison suivante avant de partir, n'ayant réussi à s'imposer et convaincre l'entraîneur Gordon Strachan lors de sa première saison, à Derby County qui fait un aller-retour en Premier League avant de retrouver le Championship (D2 anglaise). Le 2 février 2009, son contrat avec Derby County est résilié et s'engage dans la foulée avec St Mirren FC, club de Scottish Premier League qui joue le maintien dans l'élite écossaise.

## Carrière
- 1993-1997 : AS Beauvais Oise
- 1996 : ES Troyes AC (prêt)
- 1997-1998 : Le Havre AC
- 1998-2000 : Lille OSC (prêt)
- 2000-2003 : Wolverhampton Wanderers
- 2003-2005 : Burnley FC
- 2005-2006 : Celtic Glasgow
- 2006-Novembre 2007 : Derby County
- Novembre 2007-2008 : Norwich City (prêt)
- Août 2008-novembre 2008 : Blackpool FC (prêt)
- Janvier 2009 : Derby County
- Février 2009-janv. 2010 : St Mirren FC
- Février 2010-juin 2010 : Torquay United